# Igor A. Caruso
Igor Alexander Graf Caruso (* 23. Januar 1914 in Tiraspol, Südrussland (heute Moldawien/Transnistrien); † 28. Juni 1981 in Salzburg) war ein österreichischer Psychologe und Psychoanalytiker russischer Herkunft. 1947 gründete er den Wiener Arbeitskreis für Psychoanalyse.

## Leben und Werk

### Jugendzeit
Igor Caruso entstammte einer zaristischen Adelsfamilie, die nach der Oktoberrevolution Russland verlassen musste. Er wuchs ab 12 Jahren bei katholischen Patres in Belgien auf; aufgrund eines Begabtenstipendiums für die Universität Leuven (Louvain) konnte er studieren und erwarb hier 1937 auch seinen Doktorgrad. Das Thema seiner Dissertation lautete: La notion de la responsabilité et de justice immanente chez l´enfant. Anschließend arbeitete er in einer Erziehungsberatungsstelle in Belgien. Er lernte Irina Grauen, eine russifizierte Estin, die ebenfalls ihr Studium in Belgien absolvierte, kennen. 1939 ging er nach Estland, um Irina in ihrer Heimat zu heiraten. Im Sommer 1940 wurde Estland infolge  des Hitler-Stalin-Paktes an die UdSSR angeschlossen. Caruso und seine Frau konnten aufgrund der Kriegsentwicklungen nicht nach Belgien zurückkehren. Sie schlossen sich einem Baltendeutschen-Transport an und wurden mehrere Monate im Umsiedlungslager Neresheim interniert. Im Lager erkrankte Irina schwer, eine Tochter kam zur Welt, verstarb jedoch nach einigen Wochen.

### Zeit des Nationalsozialismus und gesellschaftlicher Aufstieg in der Nachkriegszeit
1942 konnten die beiden mit Hilfe einer Schwester Irinas und deren österreichischem Ehemann, einem Angehörigen der SS, nach Wien übersiedeln. Durch Fürsprache seines Schwagers konnte Caruso im berüchtigten Spiegelgrund eine Tätigkeit als Erzieher und als Gutachter aufnehmen. Eine klinische Tätigkeit war ihm bei einer Bewerbung in Innsbruck wegen mangelnder Qualifikation – eigentlich war er ja Pädagoge und nicht Psychologe – nicht zugestanden worden. 1942 bekam er eine besser dotierte Stellung in der seit 1940 von Alfred von Auersperg (1899–1968) geführten Wiener Städtischen Nervenheilanstalt Döbling. Dort entstanden lebenslange Freundschaften zu NS-Psychiatern, die sich einer vom „zersetzenden jüdischen Geist gereinigten Psychoanalyse“ verschrieben hatten. Die enge Beziehung zu seinem Vorgesetzten Auersperg, der sich 1946 nach Sao Paulo absetzte, führte dazu, dass Caruso nicht in die Wiener Psychoanalytische Vereinigung aufgenommen wurde. Er gründete 1947 stattdessen den Wiener Arbeitskreis für Tiefenpsychologie, in dem sich vor allem ehemalige NSDAP-, SS- und SA-Mitglieder, zum Teil aus dem nationalsozialistischen Reichsinstitut für Psychotherapie stammend, sowie katholisch geprägte Psychiater und Psychologen zusammenfanden. 
Durch seine zweite Ehe mit seiner Frau Maria, die aus der Wiener Industriellenfamilie Mayer-Gunthof stammte, konnte Caruso in der Gesellschaft aufsteigen und sich eine Position als Staranalytiker des Klerus und der höheren Gesellschaft erarbeiten. 1952 propagierte Caruso eine ganzheitliche, christliche Psychologie, gestützt auf Autoren wie Heidegger, Viktor von Weizsäcker und C. G. Jung, die sich von einem „Christusarchetyp“ leiten lasse. Die nachfolgende Wende zu linken intellektualistischen Strömungen – nun sind Karl Marx und Herbert Marcuse die von ihm präferierten Bezugspersonen – brachte ihm die Zustimmung eines Teils der 68er-Studentenschaft, die ihn als Guru verehrte.

### Lateinamerika
1956, nachdem die ersten Brasilianer ihre Ausbildung in Wien beendet hatten, folgte seine erste Vortragsreise nach Brasilien, wo er nach Eigenangaben in Rio Grande do Sul zum Professor ernannt wurde. Anlässlich dieser Reise wurde auch der schon bestehende Arbeitskreis in Brasilien offiziell begründet. 1957 erschien das Buch Bios, Psyche, Person, das in Zusammenarbeit mit einigen seiner Schüler entstanden ist. In den Jahren 1958 bis 1968 kamen Ausbildungskandidaten aus verschiedenen Ländern: Kolumbien, Deutschland, Schweiz, Spanien, Brasilien, Mexiko und Israel. 1964 ging Caruso für ein halbes Jahr als Gastprofessor nach Bogotá; dort erfolgte die Gründung des Kolumbianischen Arbeitskreises für Tiefenpsychologie. 1966 und 1967 hielt Caruso Vorlesungen an der Medizinischen Fakultät der Universität Graz. 1968 ging er für ein Jahr nach Belo Horizonte (Brasilien); er widmete sich dort der Ausbildungstätigkeit im brasilianischen Arbeitskreis für Tiefenpsychologie und hielt Vorlesungen an der Universität.

### Universität Salzburg
Caruso war seit 1967 Lehrbeauftragter an der Universität in Salzburg, erhielt ab 1969 eine Stelle als Gymnasiallehrer im Hochschuldienst und wurde hier ab 1972 ohne Habilitation und ohne Durchführung eines Berufungsverfahrens, aber zur Abwehr eines Rufes an die Freie Universität Berlin, von Ministerin Hertha Firnberg zum Professor für Klinische Psychologie und Sozialpsychologie ernannt. Hier gründete er den Salzburger Forschungs- und Arbeitskreis für Tiefenpsychologie und Psychosomatik, der später Salzburger Arbeitskreis für Tiefenpsychologie benannt wurde. 1976 gründete er zusammen mit Mitarbeitern in Salzburg die Österreichische Studiengesellschaft für Kinderpsychoanalyse. 1979 wurde er aus Gesundheitsgründen pensioniert. Er vertrat in der akademischen Lehre eine katholische Tiefenpsychologie mit ausgeprägt marxistischen Zügen, bemühte sich später um eine Rollenbestimmung der Psychoanalyse in der heutigen Gesellschaft und arbeitete besonders sozialpsychologische Aspekte der Psychoanalyse heraus. Eine gewisse Bedeutung kann Caruso in seiner institutionenbildenden Rolle als Gründer mehrerer psychoanalytischer Arbeitskreise zugeschrieben werden, was aber auch als Flucht nach vorne gedeutet werden kann, da ihm die Aufnahme in die Internationale Psychoanalytische Vereinigung verwehrt geblieben war. 
Eine intensive universitäre Zusammenarbeit ergab sich am Salzburger Institut für Psychologie mit Wilhelm Josef Revers, Heimo Gastager und Gerhart Harrer.
Das 1984 gegründete Werkblatt sieht sich in seiner Tradition.

## Kritik
Caruso war von Februar 1942 bis Oktober 1942 unter der Leitung von Ernst Illing und dem Stationsarzt Heinrich Gross Erzieher und psychologischer Gutachter in der „Kinderfachabteilung“, den Pavillons 15 und 17 (Abteilungen „Ausmerzende Maßnahmen“ und „Erb- und Rassenpflege“) der Wiener „Fürsorgeanstalt“ Spiegelgrund. Mindestens 14 Kinder wurden auch aufgrund der von ihm erstellten psychologischen Gutachten im Zuge der Kinder-Euthanasie-Programmes ermordet.
Zu Fragen des menschlichen Fühlens einer individuellen Schuld äußerte sich Caruso 1973 in einem von der St. Pöltner Kirchenzeitung, Kirche bunt, geführten Interview akademisch-fachlich, ohne seine Haltung gegenüber der eigenen Vergangenheit zu berühren. Auch in einem Radiointerview von 1979 hat er dazu Stellung genommen, wenn auch verbrämt und beschönigend hinter allgemeinen Beschuldigungen („alle sind wir doch potentielle Mörder“). Zu der Mitwirkung an der Tötung von Kindern, die ihm nicht verborgen geblieben sein konnte, hat er sich nicht bekannt, vielmehr seine Unschuld begründet: „Ich als Psychologe, politischer Ausländer, war gar nicht eingeweiht, selbstverständlich“. Er wird als „Erfüllungsgehilfe“ eines zutiefst sadistischen und menschenverachtenden Systems eingestuft.
Selbst als Psychoanalytiker ist Caruso umstritten, da sich keine Nachweise über seine psychoanalytische Ausbildung, angeblich bei August Aichhorn und bei Viktor Emil von Gebsattel, finden lassen und seine hierzu gemachten Angaben falsch sind. Von seinen Schriften gingen langfristig keine besonderen Wirkungen aus; er gilt als mehr oder minder vergessen, sowohl in der Psychoanalyse und besonders in der akademischen Psychologie.

## Ausgewählte Werke
- Psychoanalyse und Synthese der Existenz. Beziehungen zwischen psychologischer Analyse und Daseinswerten. Herder Verlag, Freiburg 1952.
- Bios, Psyche, Person. Eine Einführung in die allgemeine Tiefenpsychologie. Verlag Karl Alber, Freiburg 1957.
- Soziale Aspekte der Psychoanalyse. Ernst Klett Verlag, Stuttgart 1962.
- Die Trennung der Liebenden. Eine Phänomenologie des Todes. Verlag Hans Huber, Bern/Stuttgart 1968. Neuauflage: Verlag Turia + Kant, Wien/Berlin 2016.
- Narzißmus und Sozialisation. Entwicklungspsychologische Grundlagen gesellschaftlichen Verhaltens. Bonz Verlag, Stuttgart 1976.

## Film
- Caruso. Erinnern – Wiederholen – Durcharbeiten. Ein Dokumentarfilm von Michael Kolnberger. Österreich 2008.